# Monsters: Dark Continent
Pour les articles homonymes, voir Monsters.
Série
Monsters
(2010)
Pour plus de détails, voir Fiche technique et Distribution.
Monsters: Dark Continent est un film britannique réalisé par Tom Green, sorti en 2014.
Le film fait suite à Monsters de Gareth Edwards sorti en 2010

## Synopsis
Dix ans après l'épisode Monsters, les extraterrestres ont envahi la totalité de la Terre. Dans cette guerre qui fait rage, trois personnes[Qui ?] vont découvrir que l'ennemi n'est pas celui qu'elles croyaient. Occupé à une sécurisation de territoire semblable à ce que faisait l'armée américaine en Afghanistan ou en Irak, des combats de guérilla se déroulent entre soldats et islamistes sous les yeux de créatures extraterrestres.

## Fiche technique
Sauf indication contraire, les informations mentionnées dans cette section peuvent être confirmées par la base de données cinématographiques IMDb,  présente dans la section « Liens externes ».
- Titre original : Monsters: Dark Continent
- Réalisation : Tom Green
- Scénario : Tom Green et Jay Basu
- Direction artistique : Kristian Milsted
- Costumes : Liza Bracey
- Photographie : Christopher Ross
- Montage : Richard Graham
- Musique : Neil Davidge
- Production : Rory Aitken, Allan Niblo, Rupert Preston, Ben Pugh et James Richardson

Producteurs délégués : Gareth Edwards, Scoot McNairy et David Pugh
- Sociétés de production : Vertigo Films,  Between The Eyes et International Traders
- Société(s) de distribution : Vertigo Films (Royaume-Uni), TF1 Vidéo (France)
- Pays d'origine : Royaume-Uni
- Langue originale : anglais
- Format : couleur - 2.35:1
- Genre : Science-fiction et action
- Durée : 119 minutes
- Dates de sortie[1] : 
  -  Royaume-Uni : 9 octobre 2014 (festival du film de Londres)
  -  Royaume-Uni : 1er mai 2014 (festival du film de Londres)
  -  France : 1er juillet 2015 (sortie vidéo)

## Distribution
- Johnny Harris : Frater
- Sam Keeley (VF : Thomas Roditi) : Michael
- Joe Dempsie : Frankie
- Jesse Nagy : Conway
- Nicholas Pinnock : Forrest
- Parker Sawyers (VF : Guillaume Bourbourlon) : Williams
- Kyle Soller (VF : Benjamin Gasquet) : Inkelaar
- Sofia Boutella : Ara
- Michaela Coel : Kelly

avec les voix vf : Philippe Bozo
- source VF[2]

## Bande originale
La musique du film est composée par Neil Davidge.
Liste des titres
(Tous les titres sont composés par Neil Davidge, sauf exceptions notées)
1. Take the Shot - 3:45
2. Dark Continent - 2:36
3. Protect Your Mama while I'm Gone - 1:16
4. Last Day In the D - 1:27
5. Giant Sandbugs - 2:19
6. This Street - 1:32
7. Watch Your Weapons - 2:09
8. Monsters Surround - 3:35
9. Let Me Hear Her Breathe - 2:05
10. Far from Home - 0:54
11. Take a Photo (while You Still Have Legs) - 1:57
12. Ied - Compound 200 Metres - 2:42
13. Leaving Williams Behind - 4:21
14. Watch Helpless while We Watch - 8:14
15. Parks, You're In Shock - 2:46
16. School Bus - 1:46
17. Help Him On His Way - 3:14
18. Riders - 1:44
19. With Open Arms - 3:26
20. Collateral Damage - 2:55
21. I'm a F***Ing God - 2:13
22. The Light Comes Out of Them - 6:01
23. You're Not a Hero - 2:07
24. I Will Complete This Mission - 3:18
25. Who Killed Those Men ? - 2:54
26. Why Am I Here ? - 4:47
27. Flatlining - 5:18 (interprété par The Amazing Snakeheads)
28. Do You Ever Wonder ? - 2:55 (interprété par Eva Abraham)
29. Automator - 4:34 (interprété par Machine Wielding Weapons)
30. Lightening Bolt - 4:04 (interprété the Graveltones)
31. Bang Bang - 3:43 (interprété the Graveltones)
32. Headlight - 4:02 (interprété par When Gravity Falls)
33. Got That Fire (Oh La La) - 3:42 (interprété par Pugs, Atomz & Illegit)
34. Swamp Song - 3:45 (interprété par The Amazing Snakeheads)

## Accueil

### Accueil critique
Sur l'agrégateur américain Rotten Tomatoes, le film récolte 17 % d'opinions favorables pour 35 critiques.